# Erin Phillips
Pour les articles homonymes, voir Phillips.
Erin Phillips, née le 19 mai 1985, est une joueuse australienne de basket-ball, devenue entraîneuse. Elle a également pratiqué le football australien.

## Biographie
Fille du joueur de football australien Greg Phillips, elle ne commence le basket-ball qu'à l'âge de 13 ans.

### Europe
Après deux saisons à Cracovie (13,3 points, 3,4 rebonds et 3,3 passes décisives de moyenne en 2011-2012), elle y revient pour jouer le championnat national uniquement en janvier 2013 après quelques mois de repos à la suite de la saison WNBA. Après un début de saison 2013-2014 poussif, elle quitte Cracovie en accord mutuel avec le club. Elle revient en Euroligue en 2014-2015 avec le club slovaque de Good Angels Košice.

### WNBA
En 2012, elle remporte le championnat WNBA avec le Fever de l'Indiana.
Elle remporte avec le Mercury de Phoenix le titre WNBA 2014 face au Sky de Chicago par trois victoires à zéro.
Le 1er mars 2016, elle est échangée par les Sparks de Los Angeles avec le 5e choix de la draft 2016 et un choix du premier tour de la draft 2017 et envoyée aux Wings de Dallas contre le 6e choix de la draft 2016 et Riquna Williams. Son contrat de joueuse rompu, elle intègre le staff des Wings comme directrice du développement individuel et de la franchise en mai 2017 à l'âge de 32 ans. Pour la saison WNBA 2018, elle est nommée entraîneuse adjointe des Wings.

## Football australien
Pour l'année 2016-2017, elle peut assouvir sa passion de jeunesse pour le football australien étant signée par le club d'Adelaide Crows de l'AFL women's league, la nouvelle ligue de football australien féminin. Elle est nommée meilleure joueuse du championnat 2016-2017.

## Club

### WNBA
- 2006 puis 2008-2009 : Sun du Connecticut
- 2011-2013 : Fever de l'Indiana
- 2014- : Mercury de Phoenix
- 2015 : Sparks de Los Angeles
- 2016 : Wings de Dallas

### Autres
- ? - ? :  Australian Institute of Sport
- ? - ? :  Adelaide Lightning
- 2009-2010:  Lotos Gdynia
- 2010-2014 :  Wisła Cracovie
- 2014-2015 :  Good Angels Košice

## Palmarès

### En club
- Championne WNBA 2012 et 2014[6]

### Sélection nationale
- Jeux olympiques d'été
  -  Médaille d'argent aux Jeux olympiques de 2008 à Pékin,  Chine
- Championnat du monde de basket-ball féminin
  -  Médaille de bronze du Championnat du monde 2014 en Turquie[12]
  -  Médaille d'or du Championnat du monde 2006
- autres
  -  Médaille d'or des Jeux du Commonwealth 2006

### Distinctions personnelles
- Élue dans le meilleur cinq WNBL 2005, 2006
- Choisie lors du deuxième tour lors de la draft 2005 par le Sun du Connecticut
- Participe au All-Star Game Euroligue 2010 : 5 points, 2 rebonds, 2 passes[13]